# Riforma monetaria di Augusto

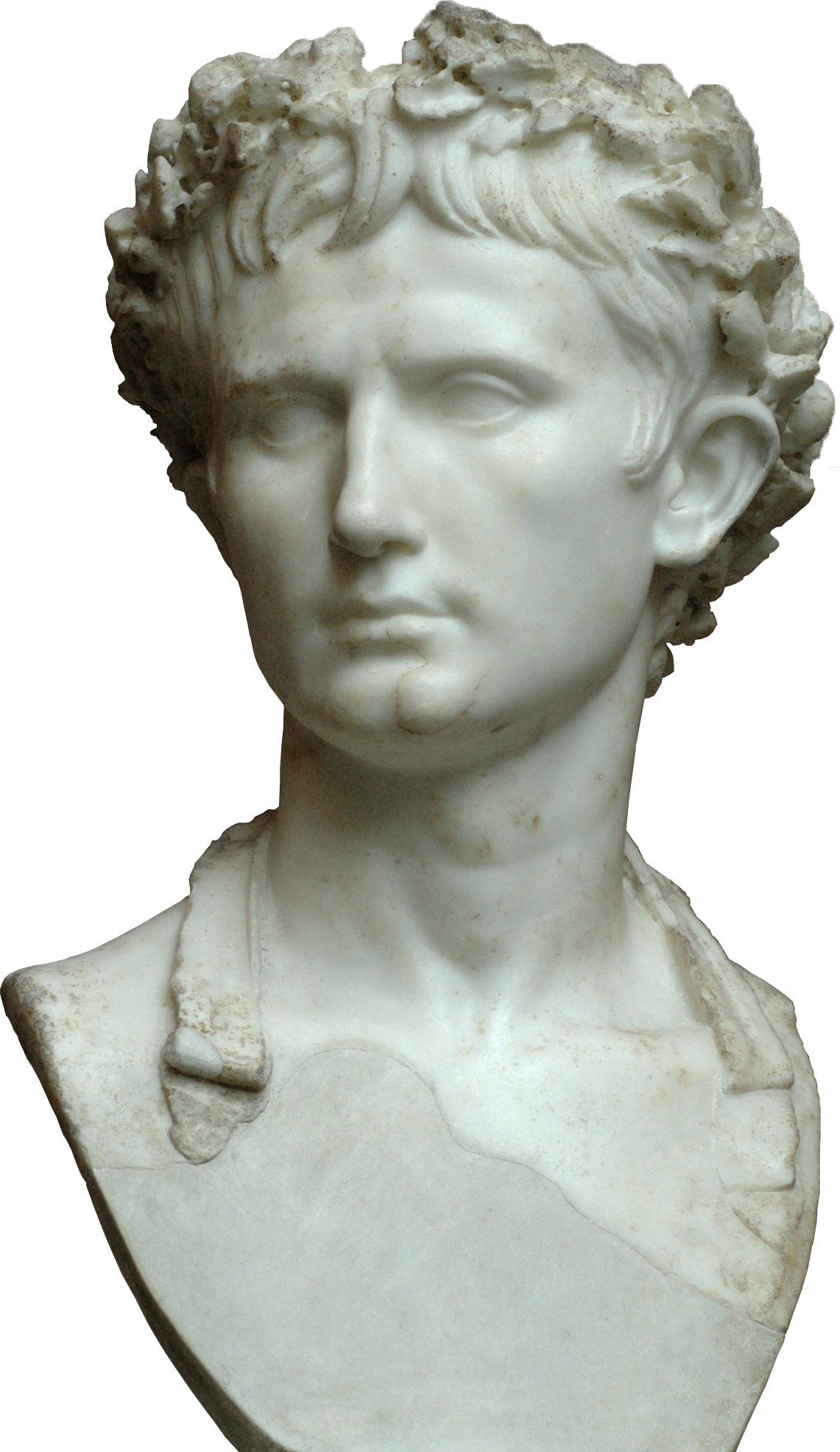
Busto di Augusto che riformò l'intero sistema economico-fiscale e monetario dell'Impero romano.

La Riforma monetaria di Augusto venne attuata tra il 23 ed il 20 a.C. (forse, secondo recenti studi nel 18 a.C.) allo scopo di risolvere il disordine che si era creato nella produzione monetaria di Roma. Le emissioni monetali furono assai numerose, grazie al bottino che il Princeps aveva riportato dalla nuova provincia d'Egitto ed alle miniere spagnole, tanto da provocare un eccesso di moneta, il conseguente taglio dei tassi di interesse e l'aumento del valore delle proprietà terriere.

## Contesto storico
Dopo Azio, Ottaviano decise di annettere l'Egitto (30 a.C.), compiendo l'unificazione dell'intero bacino del Mediterraneo sotto il dominio di Roma. Egli era divenuto, di fatto, il padrone assoluto dello stato romano, anche se formalmente Roma era ancora una repubblica e Ottaviano stesso non era ancora stato investito di alcun potere ufficiale, dato che la sua potestas di triumviro non era stata più rinnovata: nelle Res Gestae riconosce di aver governato in questi anni in virtù del "potitus rerum omnium per consensum universorum" ("consenso generale"), avendo per questo motivo ricevuto una sorta di perpetua tribunicia potestas (certamente un fatto extra-costituzionale). Finché questo consenso continuò a comprendere l'appoggio leale degli eserciti, Ottaviano poté governare al sicuro, e la sua vittoria costituì, di fatto, la vittoria dell'Italia sul vicino Oriente; la garanzia che mai l'impero romano avrebbe potuto trovare altrove il suo equilibrio e il suo centro al di fuori di Roma.
Egli cominciò, pertanto, a riorganizzare ogni settore della Res publica romana, a partire dall'amministrazione finanziaria. Attribuì un salario e una gratifica di congedo a tutti i soldati dell'esercito imperiale (sia ai legionari che agli ausiliari); assegnò un salario (salaria) per il servizio pubblico per tutti i rappresentanti del senato, per poi estenderlo gradualmente anche alle magistrature ordinarie. La magistratura di tipo repubblicano fu retribuita con indennizzi e cibaria, piuttosto che con salaria. Costituì inoltre il Fiscus Caesaris (ovvero la cassa delle entrate dell'imperatore), accanto al vecchio aerarium, che rimase la cassa principale (affidata dal 23 a.C. a due pretori, non più a due questori), ma Augusto fu autorizzato ad attingere da esso le somme necessarie per tutte le funzioni amministrative e militari. L'imperatore, di fatto, poteva dirigere la politica economica di tutto l'impero e assicurarsi che le risorse fossero equamente distribuite in modo che le popolazioni sottomesse potessero considerare il governo di Roma una benedizione, non una condanna. Creò, nel 6 d.C., un aerarium militare , finanziato con i proventi di una tassa apposita sulle eredità (la vicesima hereditatium), garantendo al soldato che avesse compiuto l' honesta missio un premio di congedo.
Promosse, quindi, la rinascita economica, del commercio e dell'industria attraverso l'unificazione dell'area mediterranea, debellando completamente la pirateria e migliorando la sicurezza lungo le frontiere e internamente alle Province. Creò una fitta rete stradale con un ottimo livello di manutenzione, istituendo numerosi curatores viarum per la manutenzione delle strade in Italia e nelle Province; nuovi porti commerciali e nuove attrezzature portuali come moli, banchine, fari; finanziò l'escavazione di canali e nuove esplorazioni (a volte anche militari oltreché commerciali) in terre lontane come l'Etiopia, la penisola arabica (fino all'attuale Yemen), le terre dei Garamanti, dei Germani del fiume Elba e l'India. In questa maniera restaurò la pax romana in tutto l'impero.
Per fare tutto ciò erano però necessari strumenti finanziari-monetari adeguati, che lo stesso decise di riformare tra il 23 ed il 15 a.C., fissando i cambi tra la moneta aurea (1/42 di libbra) equivalente a 25 denari d'argento e a 100 sesterzi di oricalco, che restò praticamente immutato per i due secoli successivi.

## Principali novità della riforma
Le novità principali sono:
- fine delle emissioni d'emergenza, battute da zecche mobili al seguito dei vari generali, come era avvenuto durante il periodo delle guerre civili;
- il ripristino del peso del denario — che rimaneva la moneta di riferimento — peso che era notevolmente calato durante le guerre civili;
- rilancio delle emissioni sussidiarie di quadranti, assi e dupondi che erano praticamente spariti dalla circolazione monetaria da anni;
- sostituzione del sesterzio (una volta, monetina d'argento di scarso peso, e quindi poco utile dato che veniva perso facilmente), con un sesterzio di oricalco di grande modulo (27 gr. circa), peraltro ottimo veicolo pubblicitario per la propaganda augustea, moneta più usuale nei conteggi (cfr. Res gestae divi Augusti[6]);
- divisione dei compiti tra il Princeps (che controllava la coniazione delle monete d'oro e argento[7] attraverso la nuova zecca di Lugdunum[8]) ed il Senatus (che autorizzava le coniazioni delle monete di rame e lega, tramite Senatus consultum come evidenziato sul retro delle monete con S C, attraverso la zecca di Roma);[9]
- ripristino della carica dei triumviri monetali;
- la definitiva presenza del ritratto di una persona viva sulle monete.

## Tipi di monete e pesi
Augusto garantì, con la sua riforma "quadrimetallica", una migliore e stabile produzione di monete, aprendosi anche a nuovi commerci grazie ad un maggior utilizzo e continuo di monete in Æ:
1. in oro, chiamate aurei e quinari aurei (fino ad allora coniate solo sporadicamente);
2. una moneta di argento che sarebbe stata la base ponderale per tutta la monetazione dell'Impero Romano, chiamata denario (venne coniato anche un sottomultiplo chiamato quinario);
3. una serie di monete in oricalco (sesterzio e dupondio),[11]
4. ed in rame[10] (asse, semisse e quadrante[11]) che prese il posto delle vecchie monete in bronzo.

Il metallo contenuto negli aurei e nei denarii era quasi puro, come risulta da analisi moderne e da quanto ci hanno tramandato gli autori antichi. L'aureo in epoca augustea pesava 1/42 di libbra, pari a 7,79 gr. Nella realtà si arrivava anche a pesi leggermente superiori, attorno ai 7,86-7,98 gr. Il denario invece doveva pesare 1/84 di libbra, pari a 3,892 gr. La riforma di Augusto vide anche l'adozione di una nuova lega composta da rame e zinco, chiamata oricalco. Quest'ultima fu impiegata per i sesterzi, che divenivano così la più importante moneta in Æ, del peso di circa 27 gr. (= 1 oncia). Con questa lega furono coniati anche i dupondii (peso 13,65 gr. = 1/2 di oncia). In rame furono invece coniati gli assi (pari a 10,90 gr.) ed i quadranti (pari a circa 3,24 gr.).

## Interscambi tra monete
Il nuovo sistema ponderale prevedeva un preciso e rigoroso sistema di scambi tra i diversi nominali. Il riordino non modifica i rapporti tra le varie monete che rimangono uguali a prima: un denario continua a valere 16 assi, o 4 sesterzi.
| Valori di epoca augustea (27 a.C. – 301 d.C.) | Valori di epoca augustea (27 a.C. – 301 d.C.) | Valori di epoca augustea (27 a.C. – 301 d.C.) | Valori di epoca augustea (27 a.C. – 301 d.C.) | Valori di epoca augustea (27 a.C. – 301 d.C.) | Valori di epoca augustea (27 a.C. – 301 d.C.) | Valori di epoca augustea (27 a.C. – 301 d.C.) | Valori di epoca augustea (27 a.C. – 301 d.C.) | Valori di epoca augustea (27 a.C. – 301 d.C.) | Valori di epoca augustea (27 a.C. – 301 d.C.) |
|                                               | Aureo                                         | Quinario d'oro                                | Denario                                       | Quinario d'argento                            | Sesterzio                                     | Dupondio                                      | Asse                                          | Semisse                                       | Quadrante                                     |
| --------------------------------------------- | --------------------------------------------- | --------------------------------------------- | --------------------------------------------- | --------------------------------------------- | --------------------------------------------- | --------------------------------------------- | --------------------------------------------- | --------------------------------------------- | --------------------------------------------- |
| Aureo                                         | 1                                             | 2                                             | 25                                            | 50                                            | 100                                           | 200                                           | 400                                           | 800                                           | 1600                                          |
| Quinario d'oro                                | 1/2                                           | 1                                             | 12 1/2                                        | 25                                            | 50                                            | 100                                           | 200                                           | 400                                           | 800                                           |
| Denario                                       | 1/25                                          | 2/25                                          | 1                                             | 2                                             | 4                                             | 8                                             | 16                                            | 32                                            | 64                                            |
| Quinario d'argento                            | 1/50                                          | 1/25                                          | 1/2                                           | 1                                             | 2                                             | 4                                             | 8                                             | 16                                            | 32                                            |
| Sesterzio                                     | 1/100                                         | 1/50                                          | 1/4                                           | 1/2                                           | 1                                             | 2                                             | 4                                             | 8                                             | 16                                            |
| Dupondio                                      | 1/200                                         | 1/100                                         | 1/8                                           | 1/4                                           | 1/2                                           | 1                                             | 2                                             | 4                                             | 8                                             |
| Asse                                          | 1/400                                         | 1/200                                         | 1/16                                          | 1/8                                           | 1/4                                           | 1/2                                           | 1                                             | 2                                             | 4                                             |
| Semis                                         | 1/800                                         | 1/400                                         | 1/32                                          | 1/16                                          | 1/8                                           | 1/4                                           | 1/2                                           | 1                                             | 2                                             |
| Quadrante                                     | 1/1600                                        | 1/800                                         | 1/64                                          | 1/32                                          | 1/16                                          | 1/8                                           | 1/4                                           | 1/2                                           | 1                                             |